# Bruck an der Leitha
Bruck an der Leitha (česky a slovensky Most nad Litavou, chorvatsky Bruk na Lajti) je okresní město na východě rakouské spolkové země Dolní Rakousy, největší sídlo a správní středisko stejnojmenného okresu. Žije zde přibližně 7 900 obyvatel.

## Geografie
Bruck a.d. Leitha leží u řeky Litavy, v Brucké bráně severně od Litavských hor, asi 10 km severně od Neziderského jezera, 30 km jihovýchodně od Vídně a 25 km jihozápadně od Bratislavy. Nachází se přímo na zemské hranici s Burgenlandem, která od města administrativně odděluje jeho předměstí Bruckneudorf. Spolu s tímto předměstím, s nímž je urbanisticky srostlý, by měl Bruck asi 11 tisíc obyvatel.

### Katastrální území

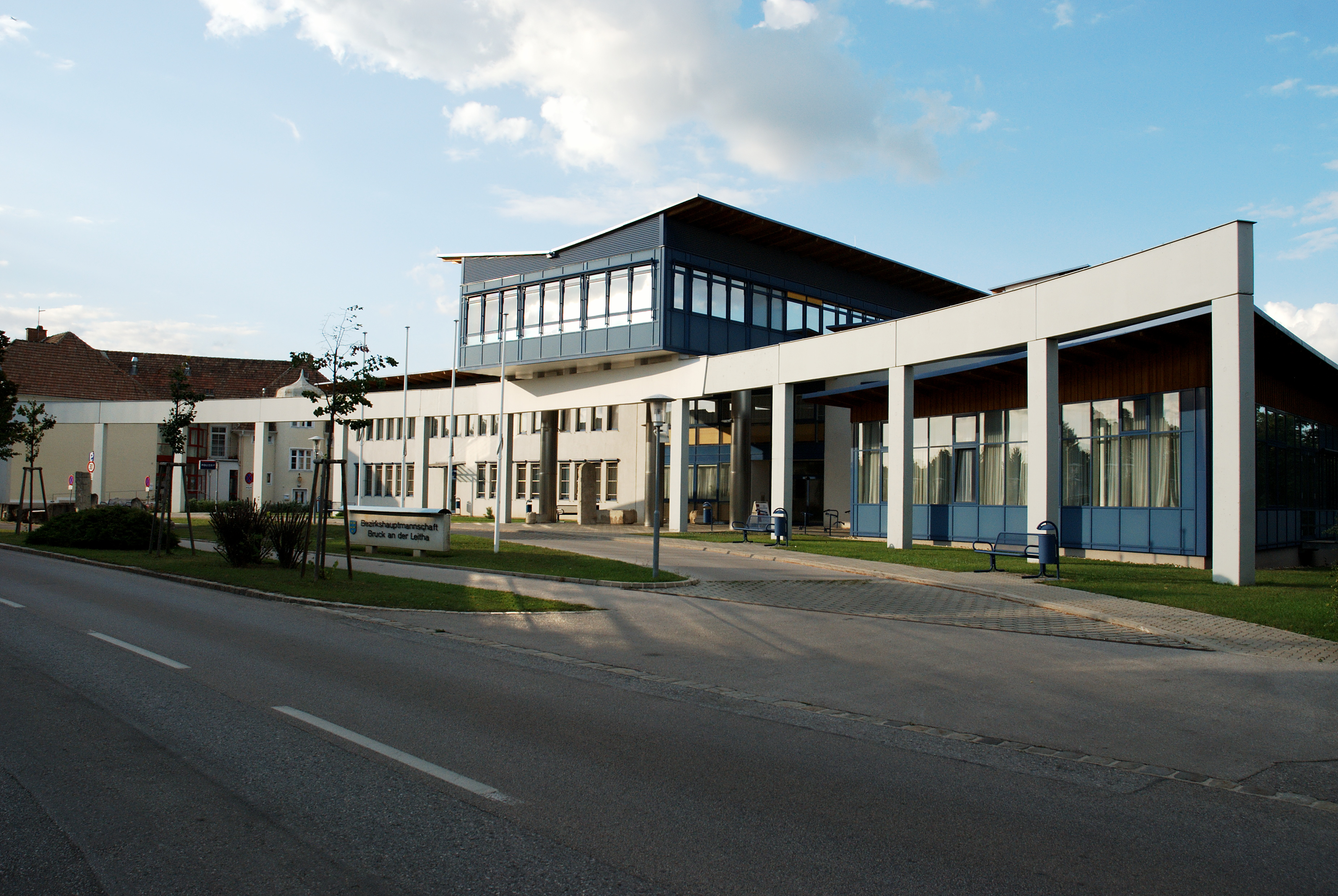
Budova okresního úřadu

Město sestává ze tří katastrálních území:
- Bruck an der Leitha
- Prugg (zámek)
- Wilfleinsdorf

## Historie
Kolem roku 800 našeho letopočtu mohl franský král Karel Veliký (742-814) velkou část Avarů vyhnat z dnešního území Dolních Rakous. Tím se umožnilo oblast osídlit franskými a bavorskými přistěhovalci. V té době bylo osídleno dnešní „Staré město“. V roce 976 Leopold I. Babenberský (asi 940–994) ze šlechtického rodu Babenberků toto území lénem. Řeka Litava (Leitha) již tehdy tvořila hranici mezi Rakouskem (Österreich) a Uhrami. Bruck čili Most (přes Litavu) se tak stal významným hraničním přechodem na cestě z Vídně do Uher, jímž byl až do začátku 20. století.
Pod ochranou hradu na severu – který je v současné době zámek Prugg – zvyšovalo se územní osídlení. V roce 1074 byl Bruck an der Leitha v dokumentech poprvé uváděný jako místo Aschirichesprucca. Roku 1239 (?) za Leopolda VI. Babenberského (1176-1230) místo obdrželo městská práva. Od roku 1276 poskytl král Rudolf I. Habsburský (1218–1291) městu pevný podíl z mýtného.
Za habsburského vévodství se Brucku 1484 zmocnil uherský vojevůdce Dávid Hazi (království Matyáše Korvína) (1443-1490). Za válečného tažení proti Uhrám císař Maxmilián I. Habsburský (1459–1519) získal město zpět. Město přečkalo v roce 1529 válečné tažení osmanské říše pod sultánem Sulejmanem I. (asi 1494–1566), utrpělo však veliké ztráty. Také při pozdějším válečným tažením (1683), dnes nazývané druhé obléhání Vídně trpěl Bruck jako hraniční město.
V roce 1546 hrabě Leonhard IV. z Harrachu získal panství Bruck an der Leitha. Od té doby žilo město až do 19. století pod tímto šlechtickým rodem. Po druhém Tureckém obléhání postavili obyvatelé města v roce 1694 na hlavním náměstí z vděčnosti z vítězství proti Turkům a jako památník za ochranu proti moru sloup Nejsvětější Trojice (nazývaný také morový sloup), který stojí dodnes.
Ve stejném roce začala stavba barokního kostela (stavba dokončena roku 1702; další rozšíření bylo dokončeno teprve v roce 1738). Dnešní kostelní věž byla dříve jednoduchou městskou věží, která se využívala kvůli pozorování blížícího nepřítele, požár uvnitř města anebo jiná varování. Hrad na severu města nechal postavit „Aloys Thomas hrabě Harrach“ od 1707 do 1711. Stavbu provedl Johann Lukas von Hildebrandt (1668–1745).

### Kameníci a zedníci v městě
Městská čtvrť kameníků a zedníků v Bruck an der Leitha  a z císařského kamenolomu, Eisenstadt, Pottendorf ..) byl ve Vídeňském Novém Městě zřízen cech. Cechovní kniha s pokladnou je doložena výdaji a zachycuje také časovost prací. Např.:
- Příjem dne 4. června 1671 počestného řemesla na dodaných účtech z Khayser Steinbruch, Pruckh an der Leytha a Eysenstatt stálo .. 15 zlatých 3 krejcary.
- Výdaje 22. května 1678 na výdaje, tak i dohlídky na obchodech Prugg an der Leytta a Kayl. Stainbruch na částku .. 8 zlatých 17 krejcarů.

Z cechovních knih se získávají informace nad císařským kamenolomem a letních mistrech, zvláště o rodině Kru(c)kenfellnerů. Letní mistři byli do 1781 přičleněni v živnosti do císařského kamenolomu. Od 7. října 1781 byli mistři z nejvyššího rozkazu pod správou Brucku.

### Bruckský tábor
V roce 1863 byl pro c. a k. ministerstvo války Rakouska-Uherska zřízen na uzavřených loukách mezi Pachfurthem a Rohrau (Dolní Rakousy) v období od května do října stanový tábor pro 6 brigád. Tito ubytovaní vojáci měli v těch měsících častokrát navštívit město Bruck. Obyvatelům Brucku zvýšený počet návštěvníků přinesl příjem především obchodníkům a hospodským. Bruck poznal, že na východě Rakouska je zřízen větší tábor a v němž různé vojenské útvary, důstojníci i vojáci, cvičné střelby a boj.
Bruck se ucházel o výstavbu plánovaného tábora a již roku 1865 došla předběžná jednání ke konci. Vojenská správa ale požadovala, že bude jen jednat s jedním partnerem města a mělo být najednou odevzdáno celé území tábora. Město muselo vést jednání s 288 jednotlivými majiteli, zákopy však byly také ve vinicích a vinaři se obávali ztráty své budoucnosti. Ale ceny za výkup pozemků byly pro tehdejší poměry velmi vysoké, a tak se rolníci brzy rozhodli k odprodeji. Obchodníci byli ovšem plně odhodláni pro tento projekt. Také hrabě Harrach a Batthyány jednali s vojsky přímo a souhlasili také s odprodejem.
Dne 20. dubna 1866 přišel císařský souhlas a tento den je pokládán za samotné datum výstavby Brucského tábora. V roce 1867 byl vojenský tábor postaven. Do tábora se nastěhovala především posádka pro světovou válku, mezi jiným i polní prapor z Bosny a Hercegoviny se sem přistěhoval. Ležel celý na pravém břehu na uherské půdě, tedy v Bruck-Uherské straně, kde později vznikla obec Bruck-Neudorf, později Királyhida, co znamená Königsbrücke.

### První světová válka
Požadavky Bruckského tábora po další půdě vedla k jednání s klášterem Heiligenkreuz jako vlastníkem pozemků císařského kamenolomu i s obecní částí Königshof, s vojenským erárem. Dne 31. října 1912 dostali od opata Gregora Pöcka (1862-1945) odpověď týkající se projednávání prodeje a kamenolom byl c. a k. rakouskému ministerstvu války předán. Klášter dostal 3 500 000 korun a část štýrského lesa.
Na této půdě byl v první světové válce byl zřízen tábor válečných zajatců asi pro 3000 vojáků. V budoucnu, ve druhé světové válce podle „Seznamu zajateckých táborů Wehrmachtu Stalag XVII A, s asi 73 000 vojáky byl největším v celé říši. Politická obec Kaisersteinbruch již neexistovala.
Bruck je českému čtenáři znám z díla Jaroslava Haška Osudy dobrého vojáka Švejka za světové války. Švejk je se svým batalionem převelen právě do Brucku, který je tady nazýván českým překladem svého jména „Most nad Litavou“ a dnešní Bruckneudorf původním maďarským jménem Királyhida.

### Druhá světová válka
Od října 1944 byl tábor používaný pro maďarské Židy, ale také „tábor nucených prací“ z jiných zemí v „jihovýchodním valu“ ve stavebním úseku Bruck an der Leitha. Maďarští Židé byli umístěni v různých stodolách, ve „Fischamenderstraße“ a na „městském statku“. Dalším táborem byl prospěšný Heidehof v Bruckneudorfu. Mezi 5. prosincem 1944 a 26. březnem 1945 zemřelo 155 maďarských Židů v Brucku především mrazem, vyčerpáním a podvýživou. Dne 29. března 1945 následovala evakuace židovských dělníků na nucených prací do jednoho „pochodu smrti do koncentračního tábora Häftlingen“ nad Bad Deutsch-Altenburg ve směru koncentračního tábora Mauthausenu.

## Infrastruktura
- Bruck an der Leitha je hlavním městem stejnojmenného politického okresu a tak také sídlem správního úřadu.
- Okresní soud Bruck an der Leitha. Podřízená organizace rakouské justice zemského soudu Korneuburg.
- Okresní policejní velitelství
- Finanční úřad (Finanční úřad 38: Bruck – Eisenstadt – Oberwart)

### Doprava
Silnice: Bruck leží na východní dálnici (A4) a na „Budapešťské silnici“ (B10).
Železnice: Bruck je „Budapešťskou větvi“ Východní dráhy s rychlostní tratí S-Bahn, linka (S60) ÖBB.

### Sídla firem
Dříve byl Bruck mimo Tulln an der Donau a Siegendorf im Burgenland nejdůležitějším cukrovarem východní oblasti. Hlavní byl ale v osmdesátých letech uzavřen. Na jeho místě vznikl Ölmühle, velká část výroby rakouské bionafty.
Hlavním závodem je dnes potravinářská továrna firmy Mars Incorporated.

## Pamětihodnosti
- Zámek Prugg
- Kašny: hrabě Harrach v roce 1940 pověřil dvorního kamenického mistra Antonia Bregna (1591-1640) vyrobit dvě kašny. Bregno měl své sídlo z císařského kamenolomu přemístit do Brucku an der Leitha.
- Farní kostel Nejsvětější Trojice
- Panský statek: nádherné schodiště pro hraběte von Mercy (1666-1734), postavil v roce 1708 architekt Johann Lukas von Hildebrandt (1668-1745). Dnes se nachází v paláci "Gasthof zur Linde"
- Okresní soud
- Hrad
- Hradební zeď a ochranný příkop
- Synagoga: ze středověku, nesprávně také označována jako Mikulášská kaple

Muzea:
- Věž umění: ve "Wiener Gasse"
- Muzeum "Uherská věž"
- Muzeum „Hrad"
- Farní muzeum
- Rolnické muzeum
- Muzeum ptactva
- Hasičské muzeum

- Harrachův park
- Mlýnský park
- Školní park

- Městské divadlo

## Školství
- Obecná škola I, Hauptplatz
- Obecná škola II, Fischamenderstraße
- Hlavní škola I, Lagerhausstraße
- Hlavní škola II, Raiffeisengürtel
- Zvláštní pedagogické středisko a Zvláštní škola, Hauptplatz
- Škola pedagogických kurzů, Stefaniegasse
- BG/BRG, Fischamenderstraße
- HAK/HASCH, Fischamenderstraße
- Hudební škola Antona Stadlera, Feldgasse

## Sportovní spolky
- Tělocvičná a sportovní unie Bruck an der Leitha
- Basketbalový spolek UKJ Autohaus Bogoly Bruck an der Leitha, založený 1954
- Fotbalový spolek ASK Bruck an der Leitha
- Fotbalový spolek SC Wilfleinsdorf (2. třída Východ)
- Tenisový spolek UTC Bruck an der Leitha

## Významní rodáci
- Georg Joseph Donberger (1709–1768), hudební skladatel
- Anton Stadler (1753–1812), klarinetista a přítel Mozarta
- Jakob Braun (1795–1839), první rakouský nevidomý žák
- Franz von John (1815–1876), generál a ministr války
- Hans von Friebeis (1855–1923), starosta Vídně
- Julius Strobl (1868–1932), herec
- Heinrich Kretschmayr (1870–1939), historik a archivář
- Leopold Petznek (1881–1956), sociálně demokratický politik
- Karl Schneider (1918–2003), ÖVP-politik
- Hertha Kratzerová (* 1940), spisovatelka
- Johannes Huber (* 1946), lékař a teolog

## Partnerská města
- Bruckmühl, Bavorsko, Německo, 1974